# Osman Hamdi Bey

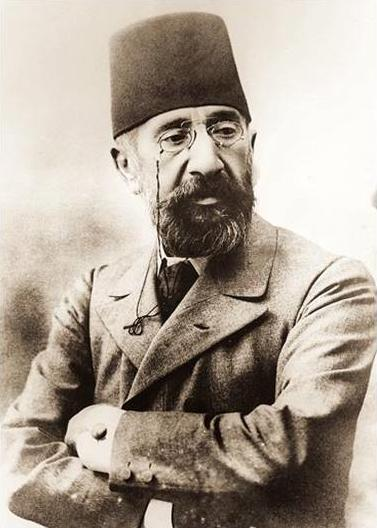
Osman Hamdi Bey

Osman Edhem pascha Zadéh Hamdi Bey, född 30 december 1842, död 24 februari 1910, var en turkisk museiman, konstnär och arkeolog.
Osman Hamdi Bey var son till storvesiren Ibrahim Edhem Pascha och utbildades från början till statsman Han skickades till Paris 1860-1869 och studerade juridik samt politik. Dock slutade han med juridikstudierna för att fokusera på måleri istället, och blev en lärjunge under Gustave Boulanger i dennes ateljé. Dessutom påverkades han av Jean-Léon Gérôme, och studerade dennes målningar vid École des Beaux-Arts. År 1867 vid Världsutställningen i Paris ställde han ut tre målningar som visades upp för sultan Abdülaziz. Under tiden i Paris gifte han sig även med en fransk kvinna vid namn Marie, som följde med honom tillbaka till Konstantinopel 1869.
Hamdi Bey innehade därefter flera viktiga poster i Osmanska riket, bland annat assisterade han guvernören i Bagdad, innan han 1882 gjordes till chef för det då nyskapade Ottomanska museet. Detta blev under hans ledning ett av de främsta i världen. Vid samma tid blev han rektor för en konstskola och grundade konstakademin Sanayi-i Nefise Mektebi. Han var dessutom en framstående musiker, skribent och arkeolog. Särskilt berömda är de grekiska sarkofager, som genom hans energi uppgrävdes och fördes från Mindre Asien och Syrien till den nya museibyggnaden Topkapipalatset, som år 1891 öppnade för allmänheten. Hamdi Bey utgav Le tumulus de Nimrod-Dagh samt tillsammans med Théodore Reinach La nécropole royale de Sidon (1892-96).

## Galleri, målningar

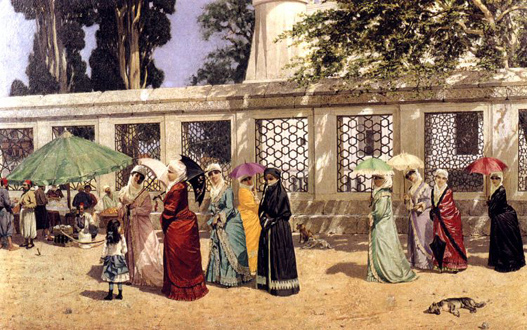
Kvinnor på promenad, 1887
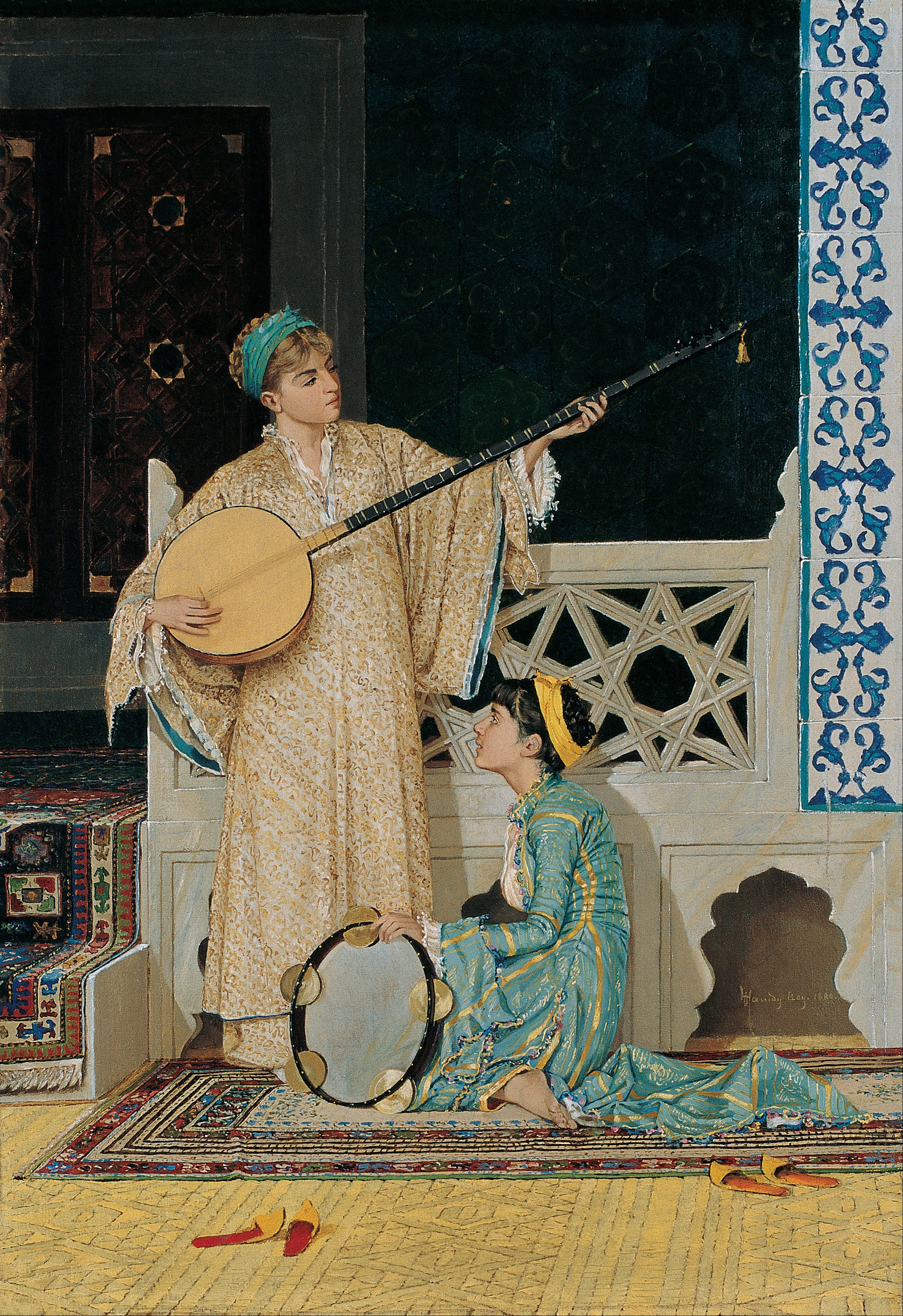
Två musicerande flickor, 1800-tal
Sköldpaddstränaren, 1906
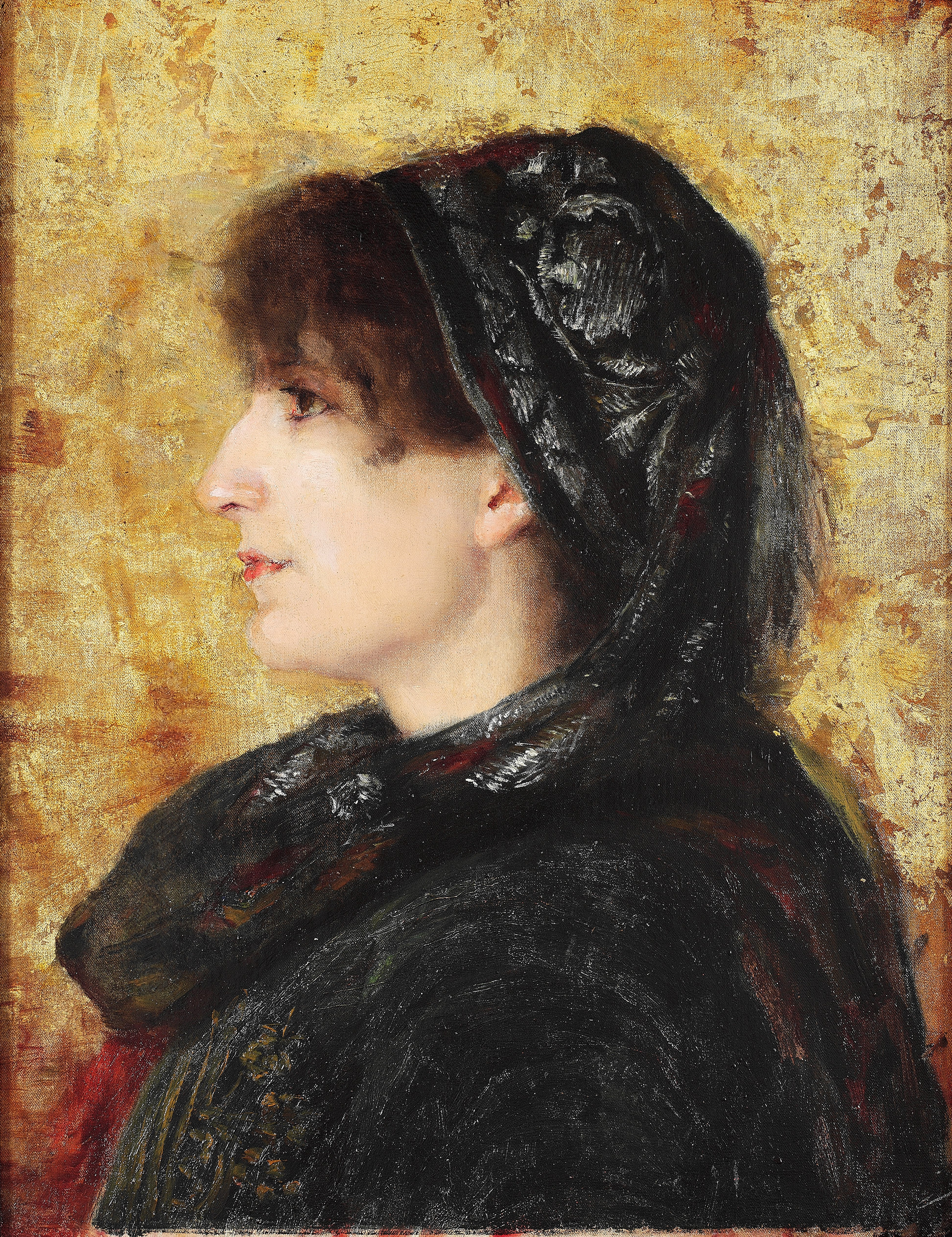
Naile Hanım, 1910